# Vuelo 1 de American Airlines
El vuelo 1 de American Airlines fue un vuelo de cabotaje de pasajeros que conectaba entre el Aeropuerto Internacional John F. Kennedy, en Nueva York, con el Aeropuerto Internacional de Los Ángeles, en California, que se estrelló poco después del despegue el 1 de marzo de 1962. Los 87 pasajeros y los 8 miembros de la tripulación fallecieron en el accidente. Una investigación del Civil Aeronautics Board (CAB) determinó que la causa del accidente fue un defecto de fábrica en el sistema de piloto automático y la falta de mantenimiento de la aeronave. 
Varias personas famosas perdieron sus vidas en el accidente. Fue el sexto accidente fatal de un Boeing 707 y, en ese momento, el que tuvo más víctimas fatales.
En la actualidad, el vuelo 1 de American es operado por un Airbus A321 de JFK a Los Ángeles, un hecho inusual, ya que se suele retirar el número de vuelo si se produce un accidente.

## Vuelo

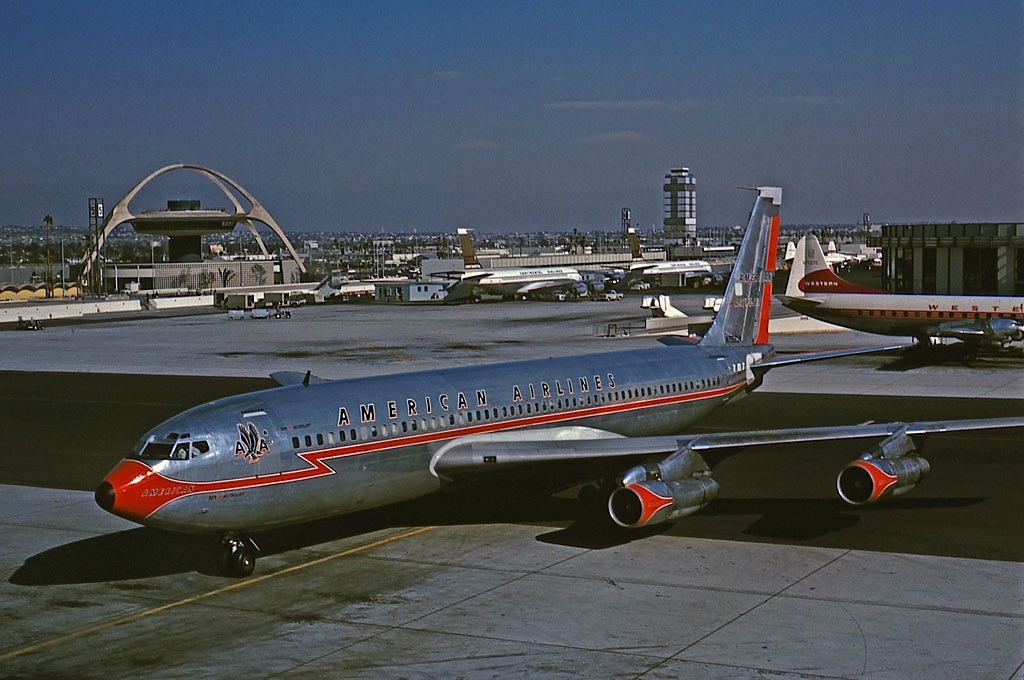
Un Boeing 707-123B de American Airlines, similar al implicado

La aeronave era un Boeing 707-123B, número de registro US N7506A que American Airlines había recibido el 12 de febrero de 1959. Al momento del accidente, tenía 8147 horas de vuelo acumuladas y su última inspección periódica había tenido lugar el 18 de enero de 1962, cuando tenía 7922 horas de vuelo. La tripulación de mando estaba conformada por el Capitán James T. Heist, el Primer Oficial Michael Barna, Jr., el Segundo Oficial Robert J. Pecor y el ingeniero de vuelo Robert J. Cain. También se encontraban a bordo cuatro auxiliares de vuelo: Shirley Grabow, Lois Kelly, Betty Moore y Rosalind Stewart.
La aeronave tenía instrucciones de iniciar el despegue en la pista 31L del Aeropuerto Internacional de Nueva York a las 09:54 AM EST y debía despegar para hacer un vuelo sin escalas a Los Ángeles bajo las reglas de vuelo instrumental a las 10:02 AM EST. Finalmente, el despegue se produjo a las 10:07 AM EST. Como indicaban los procedimientos de American Airlines y las instrucciones de los controladores aéreos, el avión comenzó un giro hacia la izquierda; en el transcurso del giro, el avión ladeó demasiado, giró 90 grados y comenzó un descenso casi vertical al revés, con la nariz delante.
El vuelo 1 se estrelló en el Pumpkin Patch Channel, Jamaica Bay, a las 10:08:49. Los pasajeros que estaban a bordo de un avión con destino a Albany que despegó inmediatamente después del vuelo 1 tuvieron que limitarse a ver, horrorizados, la aeronave vecina estrellándose en la bahía. El avión explotó con el impacto, lo que produjo un géiser de agua salobre y una enorme cantidad de humo negro en el lugar, y los restos destrozados y el combustible se prendieron fuego. Los residentes de Long Island describieron que oyeron explosiones que hizo temblar las casas cercanas, aunque no se han registrado testigos en tierra que hayan visto el accidente.

## Investigación
La aeronave se estrelló en un área remota de marisma en Jamaica Bay que se usaba como santuario de aves. Alrededor de 300 oficiales de policía y bomberos, incluyendo 125 detectives que se encontraban en un seminario sobre narcóticos en la Academia de Policía, y varios helicópteros de la Guarda Costera de los Estados Unidos se movilizaron hasta el lugar del impacto dentro de la siguiente media hora de que ocurriera para iniciar las operaciones de rescate, pero descubrieron que no había sobrevivientes. El fuego de tres alarmas se controló hacia las 10:50 AM EST;  en ese momento, solo quedaban restos. Las mareas bajas ayudaron al personal de búsqueda en su intento de recuperar los cuerpos del avión hundido. Pocos cuerpos habían permanecido intactos.
Los investigadores no lograron recuperar suficiente tejido humano como para determinar si la tripulación de vuelo había estado incapacitada físicamente al momento del impacto. Los informes de toxicología descartaron de forma concluyente la presencia de gases tóxicos, alcohol y drogas como causas posibles del accidente. Milton Helpern, el jefe médico examinador, decidió que era inhumano que se les pidiera a los parientes de las víctimas que intentaran una identificación visual, y ordenó que se realizaran comparaciones con los registros dentales y las huellas digitales. A principios de julio, la Administración Federal de Aviación anunció que sus investigadores creían que un pasador hendido y un tornillo que faltaban en el mecanismo de timón podrían haber causado el accidente del vuelo 1. Aunque se consideró una "distracción de mecánico", la FAA reunió a todos los operadores de 707 para informarles sobre el peligro potencial del sistema mecánico.
La Civil Aeronautics Board recibió el aviso del accidente a las 10:10 AM EST e inmediatamente envió investigadores a Jamaica Bay para que comenzaran con las averiguaciones. El 9 de marzo se encontró la caja negra y se la envió a Washington para analizarla. Del 20 al 23 de marzo de 1962, se llevaron a cabo escuchas públicas en el Hotel Internacional de Nueva York. En enero de 1963, la Civil Aeronautics Board lanzó un informe donde se dejaba claro que la "anormalidad más probable" que pudo haber causado el impacto fue un pequeño cortocircuito causado por los cables del sistema de piloto automático que había sido dañado cuando se estaba construyendo. Los inspectores de la FAA tenían unidades en la planta de Bendix Corporation en Teterboro, Nueva Jersey y descubrieron que los trabajadores usaban pinzas para acomodar cables, por lo que quedaban dañados. Bendix Corporation negó las acusaciones y aseguró que las unidades habían sido inspeccionadas 61 veces durante su fabricación, además de las inspecciones recibidas durante la instalación y el mantenimiento, e insistió con que si los protectores de los cables se hubiesen dañado en algún momento se habrían dado cuenta y habrían reemplazado la unidad.

## Víctimas notables
Varias personas famosas se encontraban a bordo del vuelo 1 cuando cayó a tierra en Jamaica Bay. Entre ellos se incluyen:
- John Dieckman, campeón internacional de pesca con mosca.
- El almirante de la marina Richard Lansing Conolly, retirado, presidente de la Universidad de Long Island y dos veces jefe sustituto de operaciones navales.
- W. Alton Jones, multimillonario expresidente y jefe de Cities Service Company y amigo personal cercano de Dwight D. Eisenhower.
- Arnold Kirkeby, vendedor millonario de bienes raíces y antiguo jefe de la cadena de hoteles de lujo Kirkeby.
- Louise Lindner Eastman, cuya hija Linda Eastman más tarde se casaría con el Beatle Paul McCartney.
- Irving Rubine, guionista de televisión.
- Emelyn Whiton, remera y medallista dorada de los Juegos Olímpicos de 1952.
- Bob Paschall, representante de actores de Broadway.
- Joe Harwell, actor de Broadway.
- George T. Felbeck, vicepresidente de Union Carbide y mánager de operaciones del refinamiento de uranio en Oak Ridge (Tennessee), Tennessee.

Además, quince pinturas abstractas del artista Arshile Gorky estaban en ruta a Los Ángeles para una exhibición y quedaron destruidas. También se descubrió que W. Alton Jones llevaba consigo 55 000 dólares en efectivo, incluyendo un billete de 10 000.

## En la cultura popular
El accidente fue un elemento central en el argumento del segundo episodio de la segunda temporada de la serie de televisión de drama estadounidense Mad Men, titulado "Flight 1". El personaje del padre de Pete Campbell es uno de los pasajeros fallecidos.